# 开放虚拟机格式文件
开放虚拟机格式文件（Open Virtualization Format）,是一种针对虚拟设备（或者可以允许软件运行的虚拟机）打包和发布的开放标准。
这个标准被描述为一个“针对于虚拟机打包和发布的一种开源、安全、便携、高效率且可扩展的文件格式”。并且这个标准不依托任何特定的虚拟机器监视器或处理器架构。打包和发布所使用的OVF包（英語：OVF Package）可以用来包含一个或多个虚拟系统并且每一个都可以单独解离成一个虚拟机。

## 历史
2007年9月，VMware，戴尔，惠普，IBM，微软和XenSource同意让发布管理任务小组（英語：Distributed Management Task Force）作为OVF（其被命名为“开放虚拟机格式文件”）的投标。
DMTF在后来发布了OVF规格版本1.0.0，2008年9月作为基础标准，以及2010年1月的版本1.1.0也一样。之后在2013年1月，DMTF发布了标准的第二版，OVF 2.0给云提供使用条件和重要开发工具，这个特性从从1.0版本开始支持，其包括进一步的网络管理支持和用来保证安全传输用的包加密技术。
美国国家标准学会已批准OVF 1.1.0作为ANSI标准，INCITS 469-2010。
OVF 1.1也被作为国际标准在2011年8月被国际标准化组织的联合技术委员会1部（英語：Joint Technical Committee 1）和国际电工委员会共同批准。

## 扩展阅读
- VHD格式
- VMDK格式

## 扩展链接
- 官方网站
- DMTF OVF Whitepaper （页面存档备份，存于）
- VMware OVF Whitepaper （页面存档备份，存于）